# 2-chloorbenzaldehyde
2-chloorbenzaldehyde is een corrosieve organische verbinding met als brutoformule C7H5ClO. De stof komt voor als een kleurloze tot gele-bruine vloeistof met een scherpe geur, die mengbaar is met water. Het wordt onder meer gebruikt om via een Knoevenagel-condensatie CS-gas te bereiden.

## Toxicologie en veiligheid
2-chloorbenzaldehyde ontleedt bij verhitting, met vorming van giftige en corrosieve dampen (onder andere zoutzuur).
De stof is corrosief en sterk irriterend voor de ogen, de huid en de luchtwegen.